# Stigmatogobius borneensis
Stigmatogobius borneensis är en fiskart som först beskrevs av Bleeker, 1851.  Stigmatogobius borneensis ingår i släktet Stigmatogobius och familjen smörbultsfiskar. IUCN kategoriserar arten globalt som otillräckligt studerad. Inga underarter finns listade i Catalogue of Life.